# 63e Match des étoiles de la Ligue nationale de hockey
Match précédent Match suivant

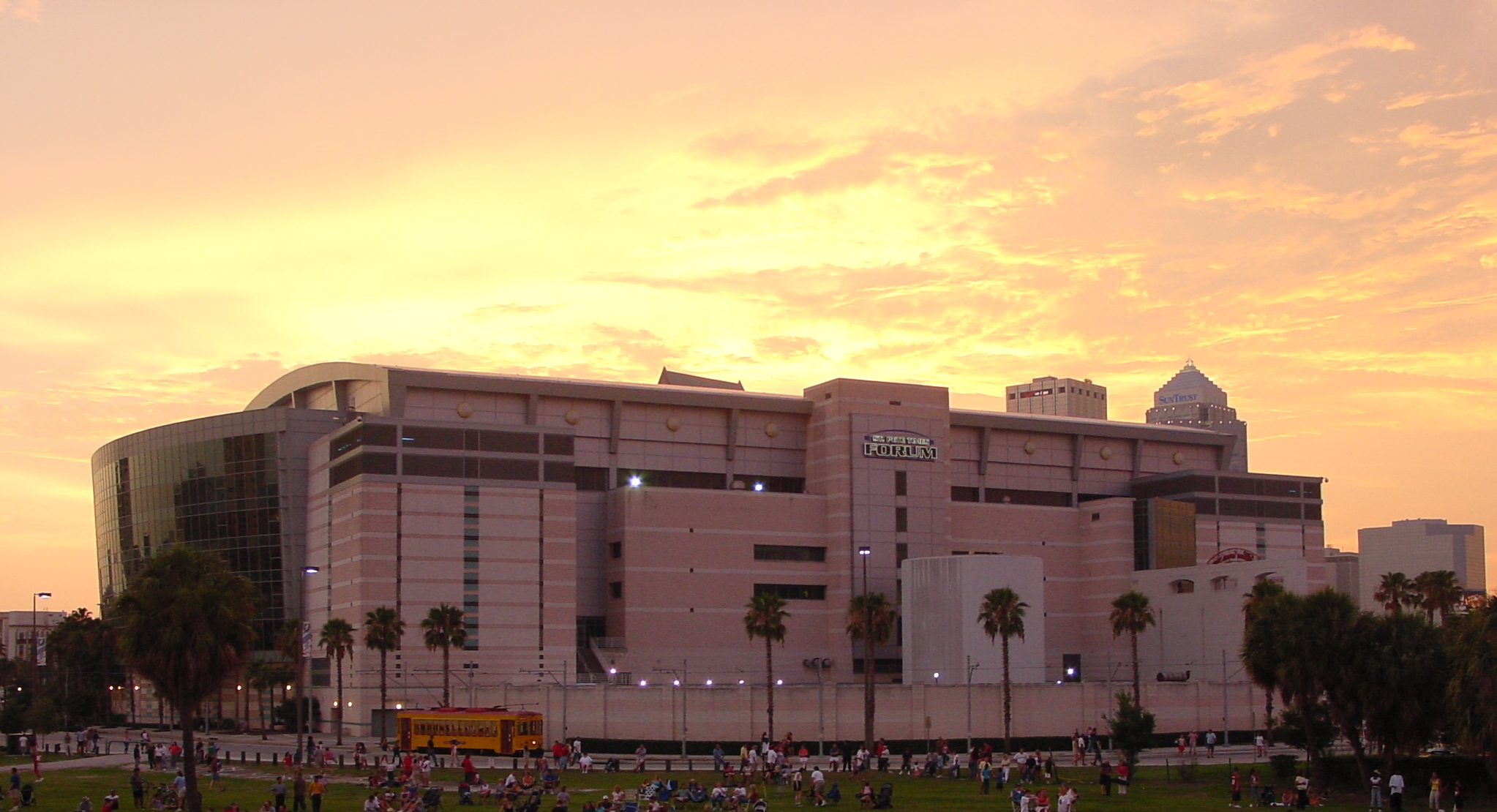
Le Amalie Arena, amphithéâtre du Lightning de Tampa Bay

Le 63e Match des étoiles de la Ligue nationale de hockey se déroule à Tampa, en Floride, au Amalie Arena le 28 janvier 2018, sur la patinoire du Lightning de Tampa Bay. C'est la deuxième fois que celle ville reçoit le Match des étoiles de la LNH, ayant déjà été l'hôte du match de 1999.

## Formule de jeu
La structure du Match des étoiles prévoit trois parties d'une durée de vingt minutes chacune. Le premier match voit se confronter les équipes des deux divisions de l'Association de l'Ouest : la division Centrale et la division Pacifique. La seconde partie oppose les deux équipes des divisions de l'Association de l'Est : la division Métropolitaine et la division Atlantique. La confrontation finale du Match des étoiles oppose la division gagnante de chaque partie, les étoiles de l'Est contre les étoiles de l'Ouest. Les matchs se jouent à trois contre trois. Chacune des équipes doit aligner six attaquants, trois défenseurs et deux gardiens. Chacune des trente-et-une franchises de la LNH doit être représentée par au moins un joueur. Si après les vingt minutes de jeu, les deux équipes sont à égalité, un tour de tirs de barrage est disputé ; trois joueurs de chaque équipe tentent de marquer en alternance. Si l'égalité persiste à nouveau, il y a un nouveau tour d'un joueur chaque équipe jusqu'à ce qu'il y ait un vainqueur. Il n'y a pas de période de prolongation.

## Formations
Ci-dessous sont listés les protagonistes sélectionnés pour chacune des quatre formations, répartis par division.
Comme pour l'édition précédente, les capitaines sont issus du vote des supporters qui a lieu en ligne du 2 décembre 2017 au 1er janvier 2018. Les nominés sont Steven Stamkos, de la franchise organisatrice, Connor McDavid  et P.K. Subban chacun pour la seconde fois et Aleksandr Ovetchkine.
Les entraineurs sont dévoilés le 7 janvier, ils sont choisis pour chaque division à partir des équipes qui ont le meilleur pourcentage de point à la date du 5 janvier (à peu près à mi saison),.
Le 10 janvier 2018, l'ensemble de l'effectif est annoncé. Brock Boeser, des Canucks de Vancouver, est l'unique recrue à apparaître dans l'édition 2018 du match des étoiles.
Par la suite, certains joueurs décident de ne pas participer à l’événement par simple précaution ou blessures avérées. Comme chaque année, ces derniers sont remplacés et le joueur qui ne participe pas est pénalisé d'un match en saison régulière, avant ou après le match des étoiles.

### Division Atlantique

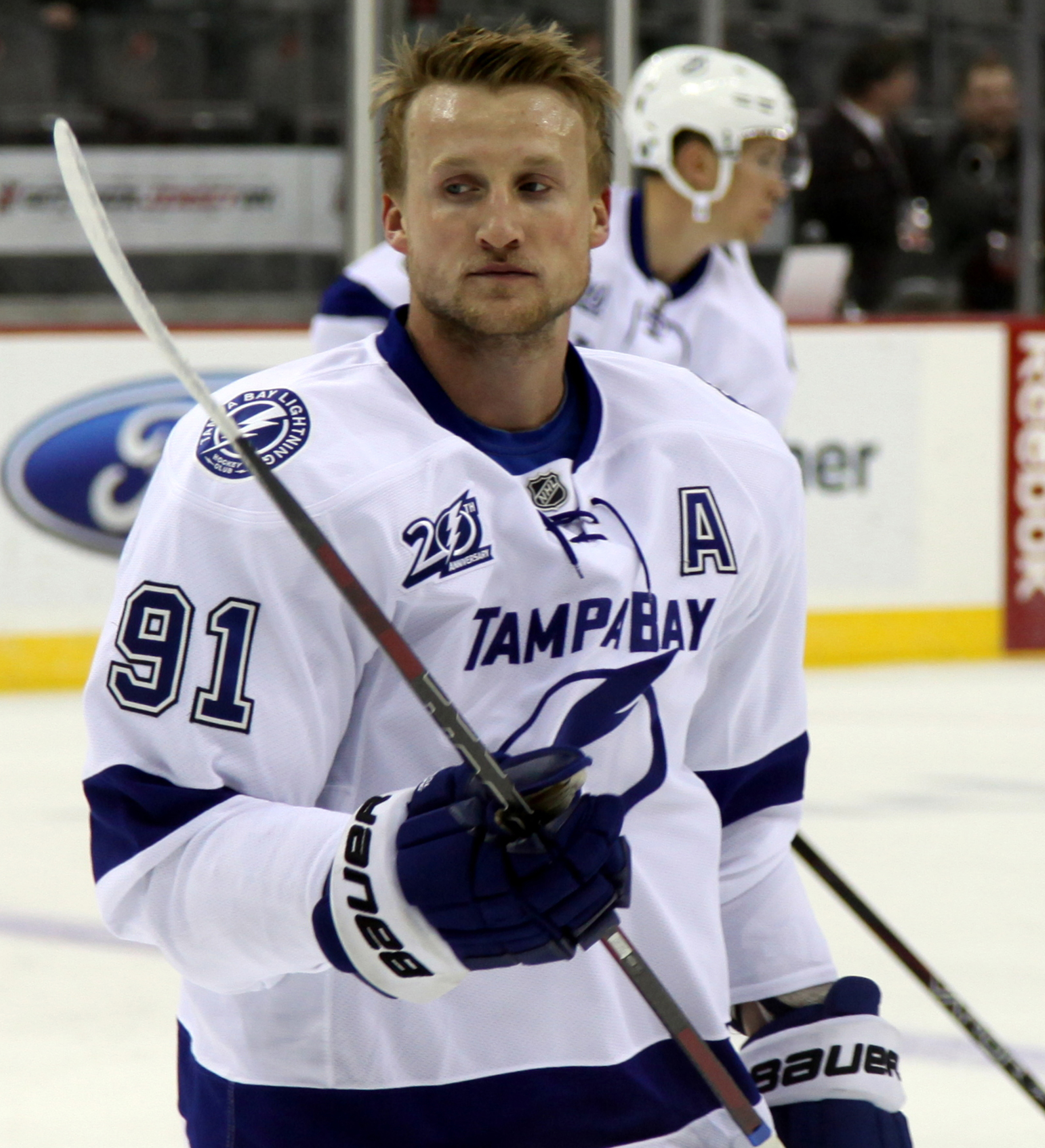
Steven Stamkos, capitaine de la division Atlantique

| Nom                                    | Équipe                 | Position       |
| -------------------------------------- | ---------------------- | -------------- |
| Jon Cooper                             | Lightning de Tampa Bay | Entraîneur     |
| Nikita Koutcherov                      | Lightning de Tampa Bay | Ailier droit   |
| Auston Matthews                        | Maple Leafs de Toronto | Centre         |
| Steven Stamkos (C)                     | Lightning de Tampa Bay | Centre         |
| Jack Eichel                            | Sabres de Buffalo      | Centre         |
| Aleksander Barkov                      | Panthers de la Floride | Centre         |
| Brayden Point (remplace Victor Hedman) | Lightning de Tampa Bay | Centre         |
| Brad Marchand                          | Bruins de Boston       | Ailier gauche  |
| Mike Green                             | Red Wings de Détroit   | Défenseur      |
| Erik Karlsson                          | Sénateurs d'Ottawa     | Défenseur      |
| Carey Price                            | Canadiens de Montréal  | Gardien de but |
| Andreï Vassilevski                     | Lightning de Tampa Bay | Gardien de but |

### Division Métropolitaine

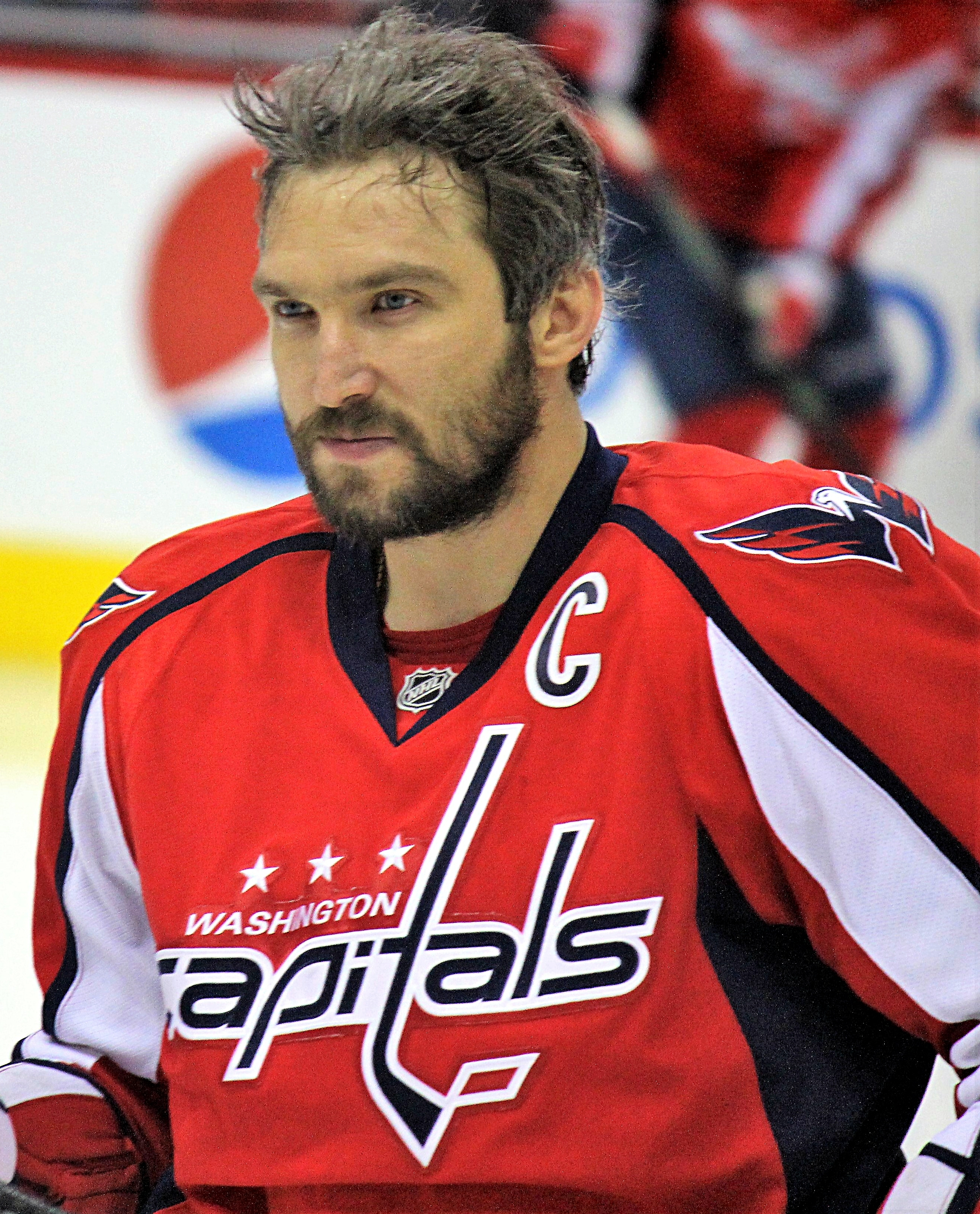
Aleksandr Ovetchkine, capitaine de la division Métropolitaine

| Nom                                 | Équipe                    | Position       |
| ----------------------------------- | ------------------------- | -------------- |
| Barry Trotz                         | Capitals de Washington    | Entraîneur     |
| Aleksandr Ovetchkine (C)            | Capitals de Washington    | Ailier gauche  |
| Sidney Crosby                       | Penguins de Pittsburgh    | Centre         |
| John Tavares                        | Islanders de New York     | Centre         |
| Claude Giroux                       | Flyers de Philadelphie    | Centre         |
| Brian Boyle (remplace Taylor Hall)  | Devils du New Jersey      | Centre         |
| Josh Bailey                         | Islanders de New York     | Ailier droit   |
| Kristopher Letang                   | Penguins de Pittsburgh    | Défenseur      |
| Noah Hanifin                        | Hurricanes de la Caroline | Défenseur      |
| Zach Werenski (remplace Seth Jones) | Blue Jackets de Columbus  | Défenseur      |
| Braden Holtby                       | Capitals de Washington    | Gardien de but |
| Henrik Lundqvist                    | Rangers de New York       | Gardien de but |

### Division Centrale

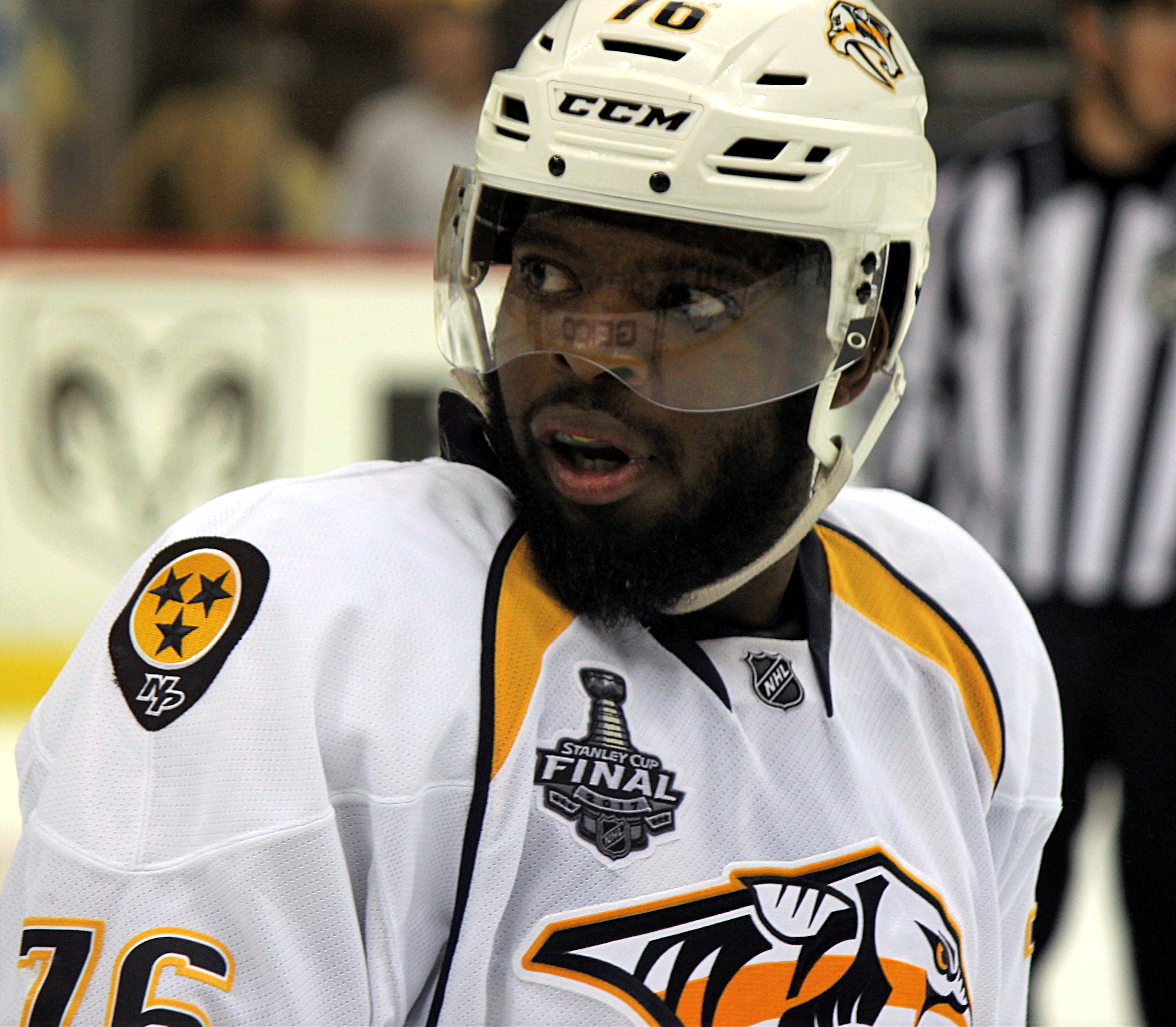
PK Subban, capitaine de la division Centrale

| Nom               | Équipe                 | Position       |
| ----------------- | ---------------------- | -------------- |
| Peter Laviolette  | Predators de Nashville | Entraîneur     |
| Patrick Kane      | Blackhawks de Chicago  | Ailier droit   |
| Eric Staal        | Wild du Minnesota      | Centre         |
| Tyler Seguin      | Stars de Dallas        | Centre         |
| Brayden Schenn    | Blues de Saint-Louis   | Centre         |
| Nathan MacKinnon  | Avalanche du Colorado  | Centre         |
| Blake Wheeler     | Jets de Winnipeg       | Ailier droit   |
| John Klingberg    | Stars de Dallas        | Défenseur      |
| Alex Pietrangelo  | Blues de Saint-Louis   | Défenseur      |
| PK Subban (C)     | Predators de Nashville | Défenseur      |
| Connor Hellebuyck | Jets de Winnipeg       | Gardien de but |
| Pekka Rinne       | Predators de Nashville | Gardien de but |

### Division Pacifique

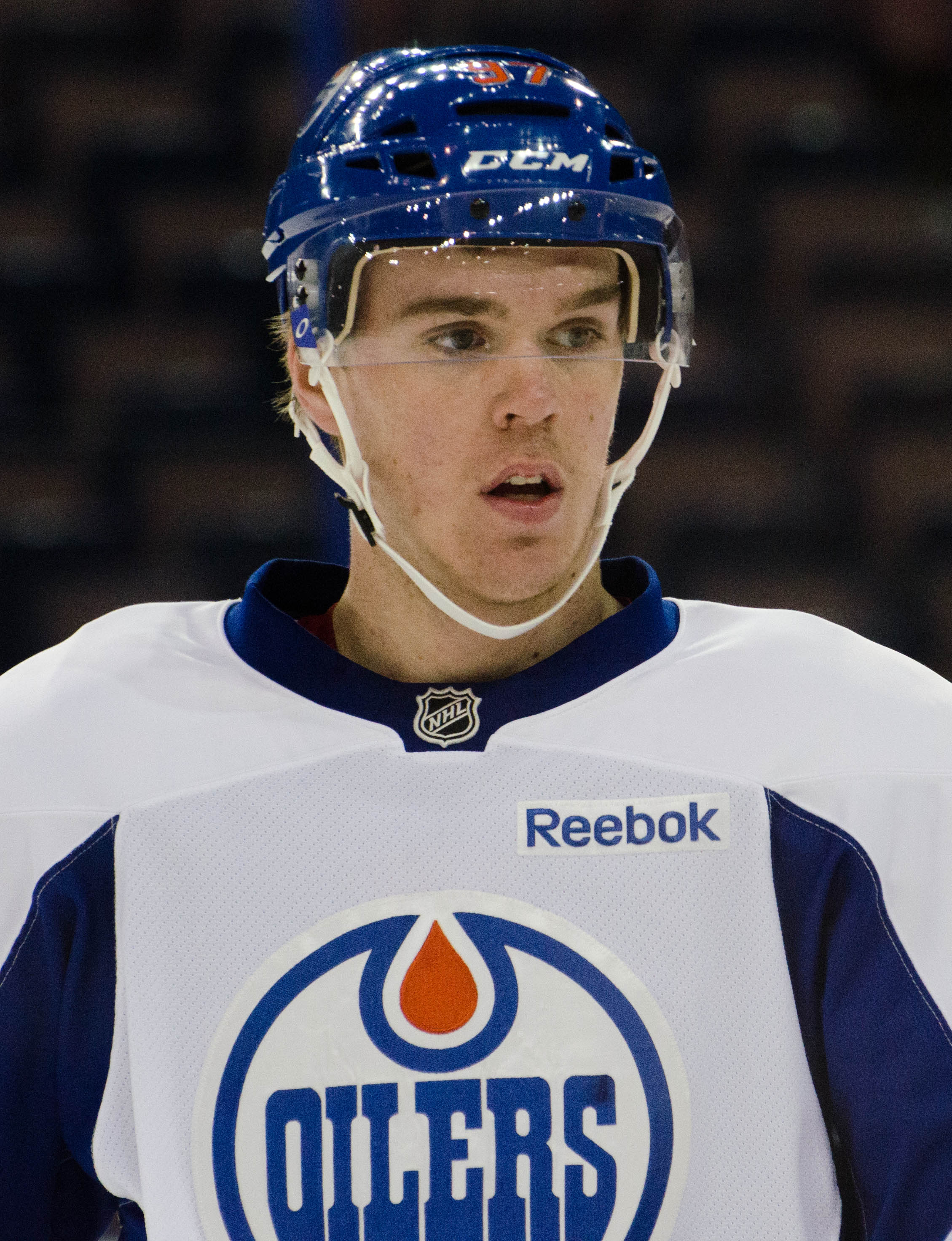
Connor McDavid, capitaine de la division Pacifique

| Nom                                  | Équipe                  | Position       |
| ------------------------------------ | ----------------------- | -------------- |
| Gerard Gallant                       | Golden Knights de Vegas | Entraîneur     |
| Johnny Gaudreau                      | Flames de Calgary       | Ailier gauche  |
| Connor McDavid (C)                   | Oilers d'Edmonton       | Centre         |
| Rickard Rakell                       | Ducks d'Anaheim         | Centre         |
| Anze Kopitar                         | Kings de Los Angeles    | Centre         |
| James Neal                           | Golden Knights de Vegas | Ailier droit   |
| Brock Boeser                         | Canucks de Vancouver    | Ailier droit   |
| Drew Doughty                         | Kings de Los Angeles    | Défenseur      |
| Brent Burns                          | Sharks de San José      | Défenseur      |
| Oliver Ekman-Larsson                 | Coyotes de l'Arizona    | Défenseur      |
| Marc-André Fleury                    | Golden Knights de Vegas | Gardien de but |
| Mike Smith (remplace Jonathan Quick) | Flames de Calgary       | Gardien de but |

## Concours d'habiletés
Les différentes épreuves du concours d'habilités ont lieu la veille du match, soit le 27 janvier 2018, toujours sur la patinoire du Lightning de Tampa Bay.
Le format de la compétition comprend 6 épreuves, dont deux sont nouvelles (la plus longue série d'arrêts et le défi des passes). Chaque vainqueur remporte la somme de 25 000 dollars.

### Le patineur le plus rapide
Huit joueurs s'affrontent pour réaliser le meilleur temps en un tour de patinoire. Il s'agit d'une course de vitesse où chaque joueur part l'un après l'autre. En cas d'égalité, les patineurs refont un second tour pour se départager.
| Tour | Joueur           | Équipe LNH                | Division                | Temps en secondes |
| ---- | ---------------- | ------------------------- | ----------------------- | ----------------- |
| 1    | Brayden Point    | Lightning de Tampa Bay    | Division Atlantique     | 13.579            |
| 2    | Zach Werenski    | Blue Jackets de Columbus  | Division Métropolitaine | 14.250            |
| 3    | Rickard Rakell   | Ducks d'Anaheim           | Division Pacifique      | 14.181            |
| 4    | Noah Hanifin     | Hurricanes de la Caroline | Division Métropolitaine | 14.317            |
| 5    | Josh Bailey      | Islanders de New York     | Division Métropolitaine | 14.413            |
| 6    | Nathan MacKinnon | Avalanche du Colorado     | Division Centrale       | 14.056            |
| 7    | Jack Eichel      | Sabres de Buffalo         | Division Atlantique     | 13.828            |
| 8    | Connor McDavid   | Oilers d'Edmonton         | Division Pacifique      | 13.454            |

Connor McDavid remporte l'épreuve pour la seconde année consécutive.

### Le défi des passes
Huit joueurs s'affrontent dans une épreuve en trois parties. Ils démarrent avec le Target Passing, où le joueur doit réaliser quatre passes sur des cibles lumineuses qui s'allument de manière aléatoire. Ensuite, le joueur réalise le Give and Go, c'est-à-dire quatre passes à travers un parcours mis en place dans la zone neutre. Enfin, le défi des Mini Nets, où le joueur doit réaliser quatre passes en élévation au dessus d'un obstacle jusque dans quatre mini filets et terminer par un tir dans les cages classiques. Le joueur doit réussir la première partie avant de commencer la suivante et ainsi de suite. Le joueur le plus rapide remporte l'épreuve.
| Tour | Joueur               | Équipe LNH             | Division                | Temps en secondes |
| ---- | -------------------- | ---------------------- | ----------------------- | ----------------- |
| 1    | Nikita Kucherov      | Lightning de Tampa Bay | Division Atlantique     | 1:39.562          |
| 2    | Claude Giroux        | Flyers de Philadelphie | Division Métropolitaine | 1:07.419          |
| 3    | Brayden Schenn       | Blues de Saint-Louis   | Division Centrale       | 1:05.951          |
| 4    | Oliver Ekman-Larsson | Coyotes de l'Arizona   | Division Pacifique      | 1:04.530          |
| 5    | Eric Staal           | Wild du Minnesota      | Division Centrale       | 54.679            |
| 6    | Alex Pietrangelo     | Blues de Saint-Louis   | Division Centrale       | 46.610            |
| 7    | Kris Letang          | Penguins de Pittsburgh | Division Métropolitaine | 1:00.015          |
| 8    | Drew Doughty         | Kings de Los Angeles   | Division Pacifique      | 1:47.415          |

### La plus longue série d'arrêts
Cinq gardiens affrontent l'ensemble des 36 joueurs. Il s'agit de tirs au but regroupés par division et les gardiens doivent réaliser la plus longue série d'arrêts. Chaque gardien reçoit un minimum de 9 tirs, par les joueurs d'une même division, le capitaine tirant en dernier. Si le dernier tir est arrêté, l’épreuve continue jusqu'à ce que le gardien échoue. En cas d'égalité pour la plus longue série, le gardien qui a réalisé le plus d'arrêts remporte la victoire.
| Tour | Gardiens           | Équipe de LNH           | Division                | Meilleure série | Arrêts totaux |
| ---- | ------------------ | ----------------------- | ----------------------- | --------------- | ------------- |
| 1    | Henrik Lundqvist   | Rangers de New York     | Division Métropolitaine | 5               | 10 arrêts     |
| 2    | Connor Hellebuyck  | Jets de Winnipeg        | Division Centrale       | 3               | 6 arrêts      |
| 3    | Pekka Rinne        | Predators de Nashville  | Division Centrale       | 13              | 13 arrêts     |
| 4    | Marc-André Fleury  | Golden Knights de Vegas | Division Pacifique      | 14              | 15 arrêts     |
| 5    | Andrei Vasilevskiy | Lightning de Tampa Bay  | Division Atlantique     | 3               | 6 arrêts      |

### Le relais de contrôle du palet
Huit joueurs s'affrontent dans une épreuve en trois parties. En premier, le joueur doit slalomer sa rondelle entre huit palets disposés au sol. Ensuite, le patineur doit slalomer lui même entre différents cônes installés en zigzag sans perdre son palet. Enfin, il doit faire franchir son palet à travers plusieurs obstacles lumineux. Le joueur doit réussir la première partie avant de commencer la suivante et ainsi de suite. Le joueur qui a le meilleur temps remporte l'épreuve.
| Tour | Joueur            | Équipe LNH             | Division                | Temps en secondes |
| ---- | ----------------- | ---------------------- | ----------------------- | ----------------- |
| 1    | Johnny Gaudreau   | Flames de Calgary      | Division Pacifique      | 24.650            |
| 2    | Aleksander Barkov | Panthers de la Floride | Division Atlantique     | 33.233            |
| 3    | Erik Karlsson     | Senators d'Ottawa      | Division Atlantique     | 37.417            |
| 4    | John Tavares      | Islanders de New York  | Division Métropolitaine | 28.242            |
| 5    | Connor McDavid    | Oilers d'Edmonton      | Division Pacifique      | 29.220            |
| 6    | Auston Matthews   | Maple Leafs de Toronto | Division Atlantique     | 44.344            |
| 7    | Tyler Seguin      | Stars de Dallas        | Division Centrale       | 39.078            |
| 8    | Patrick Kane      | Blackhawks de Chicago  | Division Centrale       | 32.792            |

### Les tirs de précision
Huit joueurs s'affrontent pour réaliser le meilleur temps lors d'une épreuve de précision. Positionné à la même distance du filet, les joueurs doivent toucher les cinq cibles lumineuses qui s'allument aléatoirement pour trois secondes. Si le palet touche la cible éteinte, le tir n'est pas réussi.
| Tour | Joueur         | Équipe LNH              | Division                | Temps en secondes |
| ---- | -------------- | ----------------------- | ----------------------- | ----------------- |
| 1    | Brian Boyle    | Devils du New Jersey    | Division Métropolitaine | 11.626            |
| 2    | Blake Wheeler  | Jets de Winnipeg        | Division Centrale       | 22.531            |
| 3    | James Neal     | Golden Knights de Vegas | Division Pacifique      | 14.262            |
| 4    | Brock Boeser   | Canucks de Vancouver    | Division Pacifique      | 11.136            |
| 5    | Brad Marchand  | Bruins de Boston        | Division Atlantique     | 44.692            |
| 6    | Anze Kopitar   | Kings de Los Angeles    | Division Pacifique      | 50.844            |
| 7    | Sidney Crosby  | Penguins de Pittsburgh  | Division Métropolitaine | 15.851            |
| 8    | Steven Stamkos | Lightning de Tampa Bay  | Division Atlantique     | 21.923            |

### Le tir le plus puissant
Six joueurs ont deux essais pour réaliser le tir le plus fort possible, la vitesse étant mesurée en kilomètre par heure. Les joueurs passent en deux rondes et le meilleur temps des deux essais est conservé. En cas d'égalité, un troisième tir est réalisé pour départager les joueurs.
| Joueur         | Équipe LNH             | Division                | Temps en km/h (essai 1) | Temps en km/h (essai 2) |
| -------------- | ---------------------- | ----------------------- | ----------------------- | ----------------------- |
| John Klingberg | Stars de Dallas        | Division Centrale       | 96,6                    | 97,6                    |
| Alex Ovechkin  | Capitals de Washington | Division Métropolitaine | 98,8                    | 101,3                   |
| P.K. Subban    | Predators de Nashville | Division Centrale       | 95,5                    | 98,7                    |
| Brent Burns    | Sharks de San José     | Division Pacifique      | 88,0                    | 92,4                    |
| Steven Stamkos | Lightning de Tampa Bay | Division Atlantique     | 95,2                    | 95,9                    |

## Résultat des matchs
Les membres de l'équipe gagnante se répartissent la somme de 1 million de dollars. Brock Boeser est nommé le meilleur joueur du tournoi, remportant en sus une voiture comme récompense. C'est la première recrue a remporter ce titre depuis Mario Lemieux, en 1985.
|  | Demi-finales            | Demi-finales        |                    |   | Finale | Finale |
|  | Demi-finales            | Demi-finales        |                    |   | Finale | Finale |
|  |                         |                     |                    |   |        |        |
|  |                         |                     |                    |   |        |        |
|  |                         |                     |                    |   |        |        |
|  | Division Centrale       | 2                   |                    |   |        |        |
|  | Division Centrale       | 2                   |                    |   |        |        |
|  | Division Pacifique      | 5                   |                    |   |        |        |
|  | Division Pacifique      | 5                   | Division Pacifique | 5 |        |        |
|  |                         |                     | Division Pacifique | 5 |        |        |
|  |                         | Division Atlantique | 2                  |   |        |        |
|  | Division Métropolitaine | Division Atlantique | 2                  | 4 |        |        |
|  | Division Métropolitaine |                     |                    | 4 |        |        |
|  | Division Atlantique     | 7                   |                    |   |        |        |
|  | Division Atlantique     | 7                   |                    |   |        |        |